# خارخار

مرد مادی با دژ خویش

خارخار (Xarxar) نام یکی از دو ایالات آشوریان در سرزمین ماد به مرکزیت دژی به همین نام بود. این ایالت باضافه ایالت کیشه‌سو توسط سارگون دوم در سال ۷۱۶ پ.م. تأسیس شده‌بود. بعدها و به احتمال زیاد در سال ۷۱۰ پیش از میلاد ساپاردا که در این ایالت واقع شده‌بود از آن جدا و ایالت مستقلی شد. ایالت خارخار در ناحیهٔ غرب همدان کنونی واقع بوده‌است.

## خارخار پیش از انقیاد
این سرزمین، چندین بار توسط پادشاهان آشور مانند شلمنسر سوم سال‌های ۸۲۳–۸۵۸ پ.م. و آداد-نراری سوم سال‌های ۷۸۳–۸۱۱ پ.م. تسخیر شده‌بود. در ابتدای پادشاهی سارگون دوم، مردمان خارخار پرداخت خراج به آشور را قطع کردند و حاکم آنجا، کی-بابا را بیرون راندند و پیمانی با دالتا، فرمانروای الیپی منعقد کردند. الیپی سرزمینی بود که در جنوب خارخار، در منطقهٔ پیشِ کوه واقع شده‌بود. در سال ۷۱۶ پیش از میلاد، سرانجام خارخار توسط آشوریان دوباره فتح شد و به یکی از ایالت‌های آشور تبدیل گردید؛ دژ خارخار نیز به کار-شاروکین تغییر یافت و خارخار به پایگاهی جهت حمله به اراضی مختلف ماد تبدیل شد. چند ایالت نزدیک نیز به ایالت خارخار افزوده شد.
در دوران فرمانروایی سناخریب سال‌های ۶۸۱–۷۰۵ پ.م. این ایالت، به‌بهای فتح قلمروهای شمالی الیپی، شامل بیت بارو، گسترش یافت. در دوران فرمانروایی اسارحدون سال‌های ۶۶۹–۶۸۰ پ.م. هنگامی که مادی‌ها علیهٔ آشوریان شورش کردند، به دژ خارخار در ارتباط با تهدید سکنه کیلمان (کولومان) و شیشیرتو (سیسیرتو)، اشاره شده‌است.

## جایگاه خارخار
به‌گفتهٔ لویس لوین، خارخار در مرکز زاگرس غربی، در نزدیکی جادهٔ بزرگ خراسان واقع شده بود. ارنست هرتسفلد آن را به‌عنوان نام کهن منطقهٔ نهاوند شناسایی کرده، در حالی که کایلر یانگ عقیده دارد تپه‌ای در منطقهٔ سنندج را باید مکان این شهر دانست. ستون سنگی یادبود سارگون دوم که در نزدیکی روستای نجف‌آباد، در نزدیکی درهٔ اسدآباد کشف شده و برخی شواهد دیگر، به ما اجازه می‌دهند که مرز بین ماد و خارخار را در گذرگاه اسدآباد ترسیم کنیم. در غرب نیز ظاهراً با سرزمین شمال الیپی، ویت‌بارو، در نزدیکی بیستون، هم‌مرز بوده‌است. این نکته که خارخار همان کار اهار دوران سلسلهٔ سوم اور و بابل قدیم است، قطعیت ندارد.

## تأسیس خارخار
خارخار تحت همین عنوان از نیمه دوم هزاره سوم پیش از میلاد از نظر سکنه میانرودان مکانی بود در آغاز سلسله جبال زاگروس و البرز و چون هنوز دولت‌های اکد و سومر هنوز به ماورای خارخار دست نیافته بودند این ناحیه را آغاز سرزمین ماد می‌پنداشتند.
| ایالت نخست: کیشه‌سو به مرکزیت دژ کشیه‌سو | آمادای پیش از تأسیس پادشاهی خاک ماد در سال ۷۱۶ پ.م. به ۲ ایالت آشوری تقسیم و حدوداً تا سال ۶۸۰ فاقد استقلال بود | ایالت دوم: خارخار به مرکزیت دژ خارخار |